# Gavelinellidae
Gavelinellidae es una familia de foraminíferos bentónicos de la superfamilia Chilostomelloidea, del suborden Rotaliina y del orden Rotaliida. Su rango cronoestratigráfico abarca desde el Barremiense (Cretácico inferior) hasta la Actualidad.

## Clasificación
Gavelinellidae incluye a las siguientes subfamilias y géneros:
- Subfamilia Gyroidinoidinae
  - Escornebovina †
  - Gyroidinoides
  - Notoplanulina †
  - Nummodiscorbis †
  - Rotaliatina †
  - Rotaliatinopsis †
  - Scarificatina †
  - Stensioeina †
- Subfamilia Gavelinellinae
  - Angulogavelinella †
  - Anomalinulla
  - Berthelina †
  - Bilingulogavelinella †
  - Boldia †
  - Cocoarota †
  - Discanomalina
  - Echigoina †
  - Gavelinella †
  - Gyroidella
  - Gyroidina
  - Gyroidinopsis
  - Hansenisca
  - Hanzawaia
  - Hollandina †
  - Holmanella †
  - Linaresia †
  - Lingulogavelinella †
  - Orithostella †
  - Paralabamina †
  - Pseudogavelinella †
  - Scheibnerova †

Otro género de Gavelinellidae no asignado a ninguna subfamilia es:
- Riminopsis †

Otro género considerado en Gavelinellidae pero tradicionalmente considerado en otra familia es:
- Anomalinoides de la subfamilia Gavelinellinae, antes en la familia Heterolepidae

Otros géneros considerados en Gavelinellidae son:
- Falsipatellina † de la subfamilia Gyroidinoidinae, aceptado como Escornebovina
- Florilus †, aceptado como Riminopsis †
- Paromalina de la subfamilia Gavelinellinae, aceptado como Discanomalina